# Mayín Correa
Omaira Judith Correa Delgado (Macaracas, 23 de octubre de 1935), más conocida como Mayín Correa, es una política y periodista panameña, desde el 1 de julio de 2024 es la gobernadora de la provincia de Panamá. Desde 1991 hasta 1999 fue alcaldesa del distrito de Panamá y desde 2009 hasta 2014 fue gobernadora de la provincia de Panamá. Desde el 1 de julio de 2019 hasta el 30 de junio de 2024 fue diputada de la Asamblea Nacional por el circuito 8-8.

## Primeros años
Nació el 23 de mayo de 1935 en el poblado de Macaracas ubicado en la provincia de Los Santos, siendo hermana de Noris, Rodrigo, Gonzalo, Carmen y Vale Correa. Sus padres fueron Clemente Correa y Zoila Delgado de Correa, y eran de una familia de clase media. Se graduó como maestra de educación primaria en la Escuela Normal Juan Demóstenes Arosemena. Ejerció por un tiempo como maestra, pero después estudia periodismo en la Universidad de Panamá hasta tercer año, y se gradúa en la Universidad Central de Quito. También obtuvo un posgrado en Ciencias de las Comunicación Colectiva en el Centro de Estudios Superiores de Periodismo para América Latina.
Correa se destacó al como periodista en los periódicos El Panamá América, El Día y La Prensa, y luego como corresponsal internacional de El Tiempo de Bogotá, del The New York Times y columnista en el El Nuevo Herald de Miami. Luego sería locutora de radio y condujo su propio programa llamado "La Palabra" en la emisora KW Continente, en donde cuestionaba al régimen militar panameño y abogaba por el retorno de la democracia, por lo que sumó bastante popularidad y fue víctima de persecuciones por los militares y debió tomar el exilio. Posteriormente, desde 1975 fue presentadora de televisión en el canal RPC con el programa semanal "Edición Especial", donde reseñaba temas comunitarios y cubrió varios procesos electorales en América Latina. 
En 1975 empezó a conducir el programa anual Esa Cabellera Blanca que rindió tributo a las madres panameñas, y fue el programa de mayor duración en la televisión panameña hasta 2017. En 2018 anunció que por situaciones económicas, el programa tendría su fin.

## Carrera política
Su ingreso en la política ocurrió en 1978, cuando fue elegida por voto popular como representante del corregimiento de Bella Vista, en la ciudad capital. En 1984 fue elegida legisladora en la Asamblea Legislativa, cargo que desempeñaría hasta 1987.
Luego de la invasión de Estados Unidos a Panamá en diciembre de 1989, en donde se restauraría la democracia, fue nombrada por el Órgano Ejecutivo como alcaldesa del distrito de Panamá en abril de 1991, luego de la renuncia de Guillermo Cochez por la salida del Partido Demócrata Cristiano del gobierno de Endara. En 1994 se presentó a elecciones para reelegirse como alcaldesa, ganándolas con la mayoría de los votos. Como alcaldesa ejecutó varios proyectos como el establecimiento turístico "Mi Pueblito", la Peatonal de la Avenida Central, entre otros.
En 1999 se presentó como candidata a primer vicepresidente de Alberto Vallarino en la alianza Acción Opositora conformada por el Partido Demócrata Cristiano, el Partido Renovación Civilista, el Partido Liberal y el Partido Nacionalista Popular, pero la alianza quedó en tercer lugar en las elecciones generales. Simultáneamente, en dichas elecciones buscó reelegirse como alcaldesa del distrito capital por segunda ocasión, pero quedó en tercer puesto superada por el candidato del PRD Juan Carlos Navarro.
En las elecciones generales de 2004, fue electa diputada al Parlamento Centroamericano por parte del Partido Solidaridad. Luego en 2009 se unió al partido Cambio Democrático (CD) y tras la victoria de Ricardo Martinelli en las elecciones generales de mayo del mismo año, fue reelecta como diputada al organismo pero en la lista de CD. Sin embargo, debido a una serie de impugnaciones a los candidatos de CD al Parlacen, no asumió el cargo inmediatamente, y a cambio fue nombrada como gobernadora de la provincia de Panamá hasta 2014. Una vez superada la impugnación a través de un fallo de la Corte Suprema de Justicia, fue proclamada como diputada del Parlacen el 27 de enero de 2010 y ocupó el cargo hasta el 21 de noviembre del mismo año, cuando Panamá se retiró del organismo. Tras un nuevo fallo de la Corte Suprema de Justicia que obligó la reincorporación de Panamá al Parlacen, fue juramentada nuevamente el 21 de marzo de 2013 y fue diputada hasta 2014.
El 13 de septiembre de 2018, anunció su regreso a la política local como suplente del expresidente Martinelli, que buscaba una curul como diputado de la Asamblea Nacional en las elecciones generales de mayo de 2019; sin embargo, debido a una situación jurídica contra Martinelli, su candidatura fue impugnada el 26 de abril de 2019, por lo que Mayín Correa asumió la candidatura a diputada. Tras las elecciones del 5 de mayo, Correa fue elegida diputada del circuito 8-8, suponiendo su regreso a la Asamblea luego de tres décadas.